# Дащинки (Поставский район)
Дащинки (белор. Дашчынкi) — деревня в Новосёлковском сельсовете Поставского района Витебской области Белоруссии. Население — 0 человек (2019).

## История
В начале ХХ ст. — в Маньковичской волости Вилейского уезда Виленской губернии.
В 1905 году-  83 жителя и 71 десятина земли.
В результате советско-польской войны 1919—1921 гг. деревня оказалась в составе Срединной Литвы.
С 1922 года — в составе Виленского воеводства Польши (II Речь Посполитая).
В сентябре 1939 года деревня была присоединена к БССР силами Белорусского фронта РККА.
С 15 января 1940 года — в Груздовском сельсовете Поставского района. Вилейской области БССР.
В 1946 году — 75 жителей.
На 01.09.1954 год —  19 хозяйств.
С 20.05.1960 года - в Савичском сельсовете.
С 17 мая 1985 года — в Лукашовском сельсовете.
С 24 августа 1992 года — в Новосёлковском сельсовете.
В 2001 году — 9 дворов, 18 жителей, в колхозе имени Суворова.